# Историја Антигве и Барбуде
Историја Антигве и Барбуде може се поделити у три периода. Први период је период до 1493. године тј. до доласка Кристифора Колумба на Антигву. Од 1632. до 1981. године Антигва и Барбуда је у саставу Енглеске. Од Уједињеног краљевства стекла је независност 1981. године.

## Претколумбовски период
Антигва је насељена од архајског периода, иако је често погрешно схватање да су је најпре населили Сибонеји, староседеоци на Куби |year=1992}}. Најстарија насеља датирају из периода око 2900. године п. н. е. Наследила их је култура Саладоида. Људи ове културе су на Антигву пристигли из Јужне Америке, са територије данашње Венецуеле. Око 1200. године п. н. е. на Антигву су се населили народи који су говорили аравачким језиком. Припадали су народима Кариба. Араваки су први становници Антигве о којима је сачувано више података. На острво су допловили помоћу чамаца пирога из Венецуеле. Одатле су протерани од стране других карипских народа. На Антигви су развили пољопривреду. Између осталог, Араваци су познати по узгајању антигванског црног ананаса. Гајили су и друге намирнице као што су: кукуруз, слатки кромпир, чили, гуаву, дуван, памук... Највећи део Аравака напустио је Антигву око 1100. године н. е. Преостале су касније протерали Кариби којима је напредније оружје обезбедило победу над Аравацима.

## Колонијални период
Кристифор Колумбо се искрцао на Антигву 1493. године, на свом другом путовању. Он је острву дао име "Антигва" што на шпанском језику значи "античка". Араваки су острво називали Wadadli, а Кариби Wa'omoni. Колумбо му је дао назив по икони Санта Марије ла Антигве у Севиљској катедрали. Барбуда на шпанском језику значи "брадата". Први покушаји Европљана да колонизују острво су завршавани неуспехом због јаког отпора домаћег становништва. Прва европска насеља била су шпанска и француска. Енглези су колонизовали Антигву 1632. године. Тада је изграђена и данашња престоница државе, Сент Џонс. Барбуда је колонизована 1666. године. Први гувернер Антигве био је Томас Вернер, заповедник гарде краља Џејмса I Стјуарта. Сер Кристофер Кодрингтон подигао је прву фабрику шећера на Антигви (1674), а Барбуду је закупио за своје плантаже. Главни град Барбуде носи назив по Кодрингтону. Производња шећера постала је најуноснији посао на острву и чини економску кичму државе.
Антигва је током 18. века била седиште Британске краљевске морнарице смештене на Антилима. Чувени Хорејшио Нелсон командовао је Британском флотом крајем 18. века. Он је био непопуларан међу локалним трговцима због наметања британског Навигацијског акта. Као и у осталим деловима Британске империје, и у Антигви је 1834. године дошло до еманципације робова који ипак остају економски зависни од власника плантажа. На острву није било вишка пољопривредног земљишта. Лоши услови рада трајали су до 1939. године када је члан краљевске комисије позвао на формирање синдиката. Антигвански синдикат (Antigua Trades and Labour Union - ATLU) формиран је убрзо након тога. Председник синдиката постао је године Вере Бирд. Бирд се борио за укидање дотадашњих имовинских цензуса. Он је формирао Антигванску лабуристичку партију (ALP). Године 1951. уведено је опште право гласа. Лабуристичка партија односи сва расположива места у парламенту. Од 1960. године Бирд је главни министар колоније. Залагао се за формирање политичке уније карипских држава (Западноиндијска федерација). Заједно са Барбадосом и Гвајаном, Бирд је 1965. године створио Карипско удружење за слободну трговину (CARIFTA) које касније прераста у Карипску заједницу (CARICOM). Године 1967. Бирд је издејствовао проширење државне аутономије кроз слободну асоцијацију.

## Независност
Бирд је поражен на изборима 1971. године те је присиљен одступити са дужности. Његова Антигванска лабуристичка партија изгубила је изборе. Међутим, већ 1976. године Бирд се враћа на функцију премијера. Као премијер, он је руководио припремама за стицање независности. Антигва и Барбуда стекла је независност 1981. године. Остала је део Комонвелта. Вере Бирд је постао њен први премијер. На тој функцији задржао се до марта 1994. године. Поднео је оставку из здравствених разлога. Проглашен је националним херојем, а по њему је назван и међународни аеродром у Сент Џонсу. Вереа је наследио син Лестер Бирд. На том месту задржао се до 2004. године. Од 2004. године премијер Антигве и Барбуде је Балдвин Спенсер.